# Cathédrale de Zamora
La cathédrale de Zamora ou cathédrale du Sauveur est une cathédrale espagnole, située dans la ville de Zamora, dans la province de Castille-et-Leon. Elle domine le Douro et toute la ville et est toujours entourée par ses remparts d'origine.

## Histoire

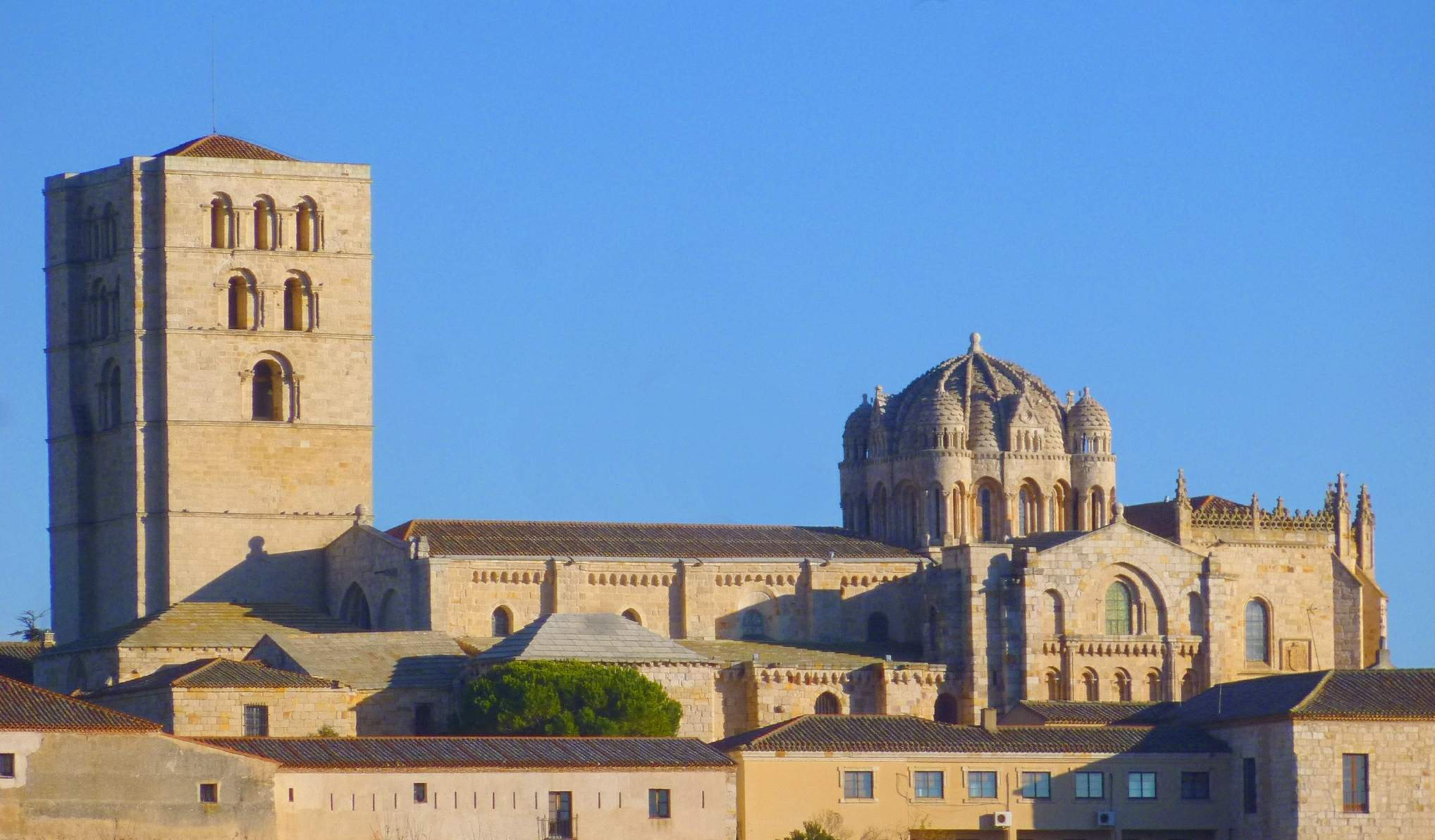
Clocher et tour-lanterne.

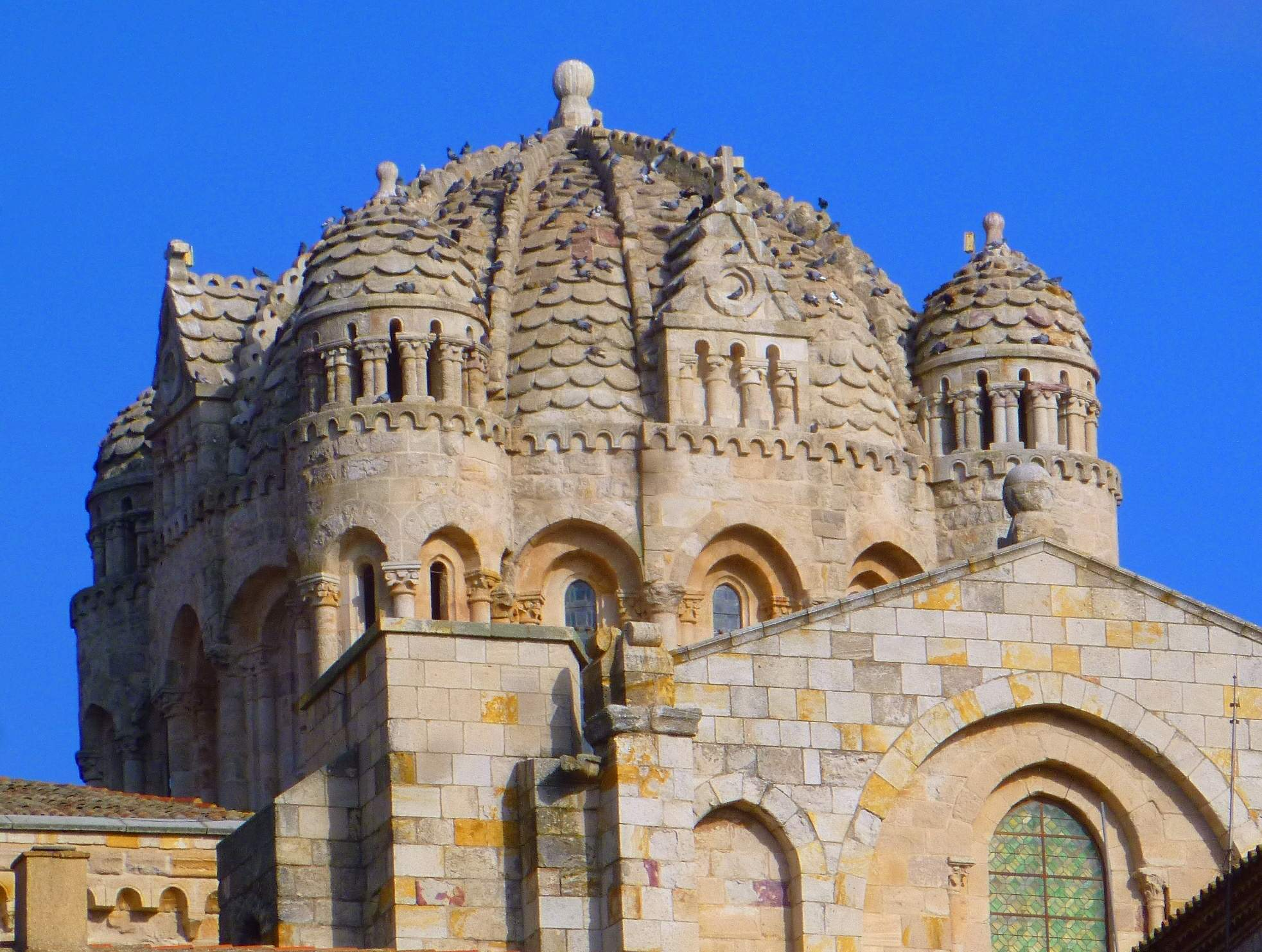
Tour-lanterne.

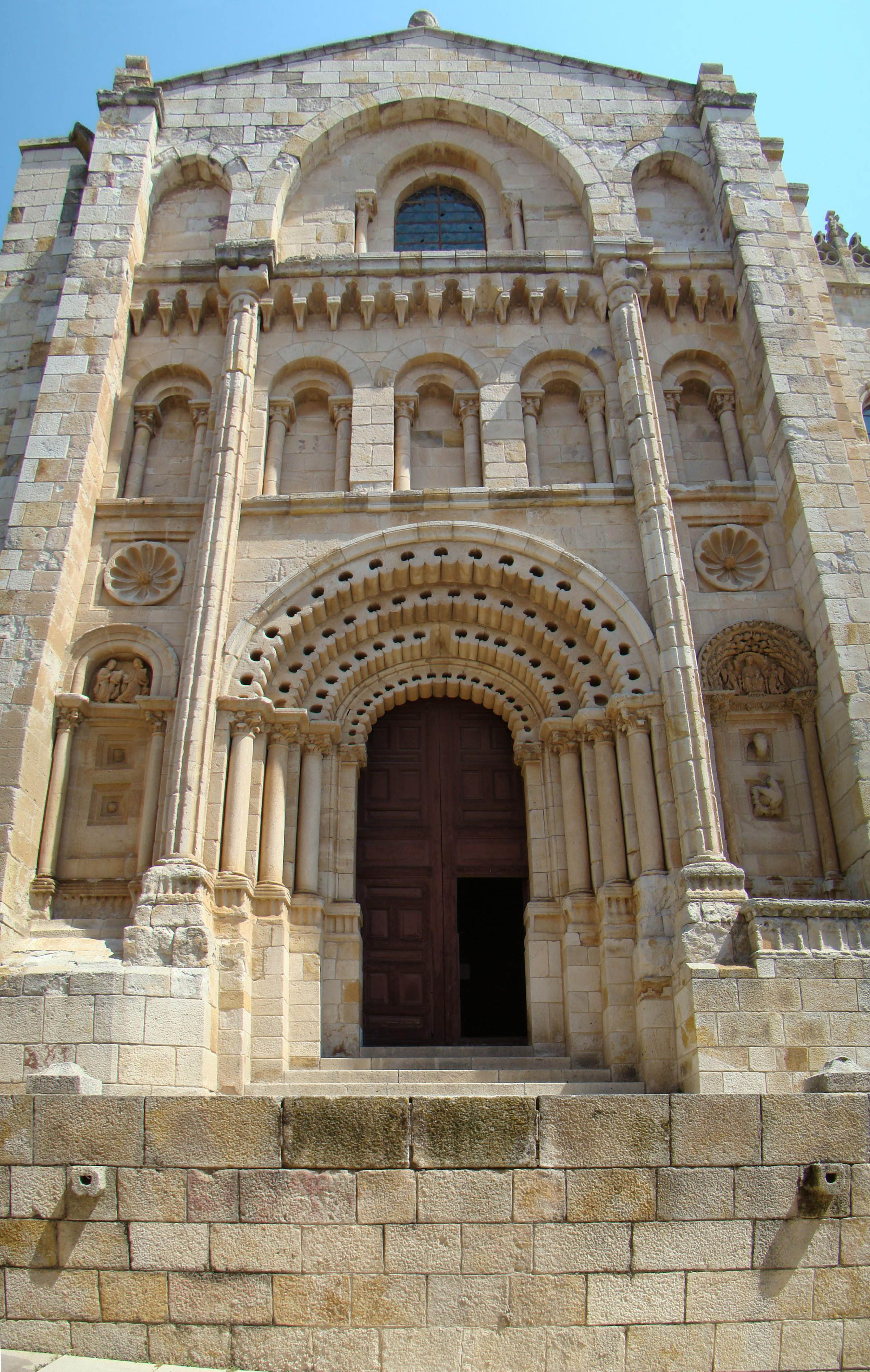
La porte de l'évêque, portail sud de style roman.

Une première église, dédiée au Sauveur existait au temps d'Alphonse VII de León et Castille. Construite entre 1151 et 1174 (avec des travaux préparatoires potentiellement réalisés par l'évêque Bernardo avant cette date) comme l'atteste l'inscription sur le côté nord du transept, elle est l'un des exemples les plus aboutis de l'architecture romane en Espagne. Les travaux ont continué après la consécration. Le cloître et le clocher furent terminés au XIIIe siècle. La cathédrale de Zamora est érigée sur l'emplacement de l'ancienne basilique Sant Salvador, dédiée au Sauveur de Zamora. La cathédrale initiale, possédait trois nefs et trois absides, et reflétait les réformes cisterciennes par la simplicité de son ornementation. Des modifications ultérieures ont introduit des éléments gothiques et néoclassiques, notamment la suppression des absides romanes au XVIe siècle et l'ajout d'un cloître néoclassique et d'un portique de style Herrera au XVIIe.
À l'origine, la cathédrale de Zamora comprenait trois nefs avec quatre sections chacune, une croisée au rez-de-chaussée, et trois absides semi-circulaires. La tour-lanterne, construite à la fin du XIIe siècle, est un élément emblématique de l'édifice, affichant des influences variées telles que françaises, byzantines, croisées et musulmanes. Au XIIIe siècle, une tour défensive a été ajoutée, tandis que la couverture sud est l'un des rares éléments de l'ancienne construction encore visible. Le cloître actuel, de style néoclassique, remplace l'ancien cloître détruit par un incendie en 1591, et les stalles du chœur, en noyer, témoignent de l'équilibre et des proportions soignées du mobilier.

## Architecture
La cathédrale, de style roman, a un plan en croix latine, elle possède une nef et deux bas-côtés, un court transept et trois absides semi-circulaires. Ces dernières ont été remplacées par des gothiques au XVe siècle. Le transept est couvert par une voûte en berceau.
Sur le côté sud de l'église, face au palais épiscopal, la porte de l'évêque est richement sculptée. Elle est divisée en trois secteurs verticaux, divisés par des colonnes et surmontés d'arcades aveugles en plein cintre.
La cathédrale renferme de nombreuses tombes, notamment celle sculptée dans la chapelle Saint-Jean, à l'extrémité est.